# 翟廉
翟廉，字静生，號棘麓，直隸赵州人，清朝政治人物、進士出身。
順治十六年（1659年）登己亥科進士，任广西柳城知县、汝宁推官、官至廣西布政使参议、有《宦游偶寄》。